# Expensive Taste
Expensive Taste, stylisé Expen$ive Taste, est un groupe de hip-hop américain, originaire de Los Angeles, en Californie, et de Houston, au Texas. Le groupe se sépare en 2010.

## Biographie
Paul Wall décide de former un nouveau supergroupe appelé Expensive Taste en décembre 2005. Le groupe est vite rejoint par Skinhead Rob (Transplants) et Travis Baker (ex-Blink 182). Paul et Rob se sont liés d'amitié durant une tournée en commun en été 2005, Rob qui connaissait déjà bien le batteur. Lors d'un entretien en début janvier 2006, Skinhead Rob Aston confirme la séparation du groupe Transplants, ce qui a mené à  la formation, un mois plus tôt, d'Expensive Taste.
Skinhead Rob et Travis Baker sont principalement axé punk rock, mais assurent que leur album sera axé hip-hop. Travis est annoncé à la production, et l'album des Expensive Taste est annoncé en 2006. Finalement, en 2007, le groupe sort une unique mixtape en téléchargement gratuit, intitulée DJ Skee Presents: Expen$ive Taste.

## Discographie

### Mixtape
- 2007 : DJ Skee Presents: Expen$ive Taste (mixtape)

### Chansons
- Slidin' On that Oil (avec Unique of the Gritboys)
- You Know Me (avec Bun B)
- Stars Wit Straps
- Everyday (avec Slim Thug)
- My Medicine
- Hold Up
- Gun Play
- Stars Wit Straps (Remix)